# Sujātā
Sujātā fu la donna che diede una ciotola di cibo a Siddhārtha Gautama Śākyamuni segnando così la fine del suo periodo di ascesi estrema e permettendo il conseguimento del Risveglio.

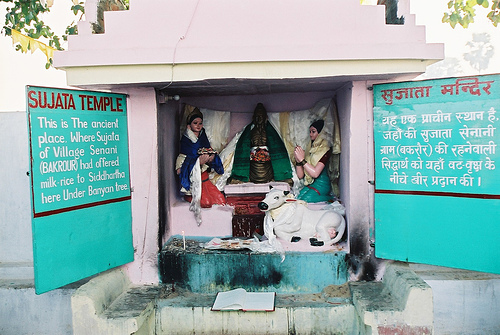
Tempio dedicato a Sujātā a Bodhgaya

Dopo sei anni passati con i cinque asceti sotto la guida di Udraka Rāmaputra (Pāli: Uddaka Ramaputta) Siddhārtha Gautama Śākyamuni si era reso conto che la mortificazione estrema, i digiuni feroci e prolungati, non portavano alla Liberazione, ma anzi rendevano la mente meno lucida e pertanto dovevano essere abbandonati. Lasciò così il suo maestro e cercò una via in modo autonomo. Dal monte Pragbodhi si trasferì a nord della cittadina di Uruvilvā (Pāli: Uruvelā), oggi non più esistente, e trovò come luogo di meditazione l'attuale Bodhgayā, dove incontrò Sujātā poco dopo essersi vestito con gli abiti trovati in un cimitero e appartenuti a una serva di Sujātā stessa.

## Le fonti testuali
La storia di Sujātā è narrata principalmente nel Buddhacarita di Aśvaghoṣa, nel Lalitavistara (di difficile datazione, ma tradotto in cinese nel 308 da Dharmarakṣa) e nel Nidanākathā (la cui edizione attualmente esistente viene datata verso l'inizio del quinto secolo).
Sujātā, talora chiamata col nome di Nandabala, incontra il futuro Buddha nei pressi dell'odierna Bodhgayā lungo il corso del fiume Phalgu, nato poco a monte dalla confluenza del Nairañjanā (l'odierno Lilājān) col fiume Mohanā. Offre una ciotola di riso cotto nel latte con aggiunta di miele. A quel punto Siddhārtha Gautama Śākyamuni si lava nel corso d'acqua, si pulisce la bocca con dell'acqua profumata offerta da Sujātā e si ciba dalla ciotola offertagli. A seconda delle fonti si tratta di 7 o 49 piṇḍa, o bocconi.

I cinque asceti, che fino ad allora avevano seguito Gautama, scandalizzati se ne andarono abbandonandolo. Sarebbero stati raggiunti in seguito a Sārnāth da Gautama oramai divenuto Buddha dove con la proclamazione del primo e del secondo sermone, (il Dhammacakkappavattana Sutta e il Anattalakkhaṇa Sutta) li avrebbe convertiti e accettati come i primi Bhikkhu del Saṅgha.

## Interpretazione
La regione di Gayā, in cui si trovava Uruvilvā e l'attuale Bodhgayā era considerata una zona ideale per il culto dei morti, non differentemente da quanto attualmente viene considerata Varanasi. In particolare lo erano le aree di confluenza dei fiumi. I riti, śraddhā, per onorare i propri antenati consistevano nell'offerta di piṇḍa (in numero di sette o multipli) a un brahmano da parte del maschio principale di una famiglia. Il brahmano doveva quindi lavarsi il corpo e la bocca con acqua rituale, mangiare l'offerta e recitare delle formule. I benefici accumulati con tale atto sarebbero andati a beneficio degli antenati.

Nel caso del Buddha il rito è però volutamente stravolto: Gautama non è brahmano ma appartiene alla casta dei kṣatriya, Sujātā è una donna: entrambi gli elementi sono fortemente disapprovati in ambito induista dove, come nel Manusmṛti, si sostiene che tale rito si trasformi in danno verso i deceduti. 

Riappare quindi in questa storia biografica la forte disapprovazione buddhista nei confronti del sistema castale, del ritualismo come ricerca spirituale, delle divisioni in base al sesso.
Attualmente in India, tra i 22 voti stabiliti da Ambedkar per la conversione dall'Induismo al Buddhismo nel Movimento Buddhista Dalit dei fuoricasta, al sesto punto figura espressamente il rifiuto di condurre alcun rito śraddhā né presentare alcuna offerta di piṇḍa.